# Résultat des élections à Mouthier-Haute-Pierre
Cet article récapitule les résultats des élections à Mouthier-Haute-Pierre, commune localisée dans le département du Doubs (région Bourgogne-Franche-Comté, France) depuis 2000, excepté celui du référendum de 1992.
| Élections présidentielles, résultats des deuxièmes tours.                                                                       | Élections présidentielles, résultats des deuxièmes tours. | Élections présidentielles, résultats des deuxièmes tours. | Élections présidentielles, résultats des deuxièmes tours. | Élections présidentielles, résultats des deuxièmes tours. | Élections présidentielles, résultats des deuxièmes tours. | Élections présidentielles, résultats des deuxièmes tours. | Élections présidentielles, résultats des deuxièmes tours. |
| Année | Élu                                                       | Élu                                                       | Élu                                                       | Battu                                                     | Battu                                                     | Battu                                                     | Participation                                             |
| --- | --------------------------------------------------------- | --------------------------------------------------------- | --------------------------------------------------------- | --------------------------------------------------------- | --------------------------------------------------------- | --------------------------------------------------------- | --------------------------------------------------------- |
| 2002 | 80,37 %                                                   | Jacques Chirac                                            | RPR                                                       | 19,63 %                                                   | Jean-Marie Le Pen                                         | FN                                                        | 80,00 %                                                   |
| 2007 | 50,24 %                                                   | Nicolas Sarkozy                                           | UMP                                                       | 49,76 %                                                   | Ségolène Royal                                            | PS                                                        | 88,12 %                                                   |
| 2012 | 61,11 %                                                   | François Hollande                                         | PS                                                        | 38,89 %                                                   | Nicolas Sarkozy                                           | UMP                                                       | 85,37 %                                                   |
| 2017 | 71,86 %                                                   | Emmanuel Macron                                           | EM                                                        | 28,14 %                                                   | Marine Le Pen                                             | FN                                                        | 77,78 %                                                   |
| 2022 | %                                                         | Emmanuel Macron                                           | LREM                                                      | %                                                         | Marine Le Pen                                             | RN                                                        | %                                                         |
| Élections législatives, résultats des deux meilleurs scores du dernier tour de scrutin.                                         |                                                           |                                                           |                                                           |                                                           |                                                           |                                                           |                                                           |
| Année | Élu                                                       | Élu                                                       | Élu                                                       | Battu                                                     | Battu                                                     | Battu                                                     | Participation                                             |
| Résultat des élections à Mouthier-Haute-Pierre est répartie sur plusieurs circonscriptions, cf. les résultats des .             |                                                           |                                                           |                                                           |                                                           |                                                           |                                                           |                                                           |
| Avant 2010, Résultat des élections à Mouthier-Haute-Pierre est répartie sur plusieurs circonscriptions, cf. les résultats des . |                                                           |                                                           |                                                           |                                                           |                                                           |                                                           |                                                           |
| 2002 | 52,88 %                                                   | Paulette Guinchard-Kunstler                               | PS                                                        | 47,12 %                                                   | Jean-Claude Duverget                                      | UMP                                                       | 68,71 %                                                   |
| 2007 | 49,38 %                                                   | Jacques Grosperrin                                        | UMP                                                       | 50,62 %                                                   | Marie-Guite Dufay                                         | PS                                                        | 61,94 %                                                   |
| Après 2010, Résultat des élections à Mouthier-Haute-Pierre est répartie sur plusieurs circonscriptions, cf. les résultats de .  |                                                           |                                                           |                                                           |                                                           |                                                           |                                                           |                                                           |
| 2012 | 54,88 %                                                   | Éric Alauzet                                              | EELV                                                      | 47,48 %                                                   | Jacques Grosperrin                                        | UMP                                                       | 69,92 %                                                   |
| 2017 | 58,82 %                                                   | Éric Alauzet                                              | LREM                                                      | 41,18 %                                                   | Ludovic Fagaut                                            | LR                                                        | 50,19 %                                                   |
| 2022 | %                                                         |                                                           |                                                           | %                                                         |                                                           |                                                           | %                                                         |
| 2024 | %                                                         |                                                           |                                                           | %                                                         |                                                           |                                                           | %                                                         |
| Élections européennes, résultats des deux meilleurs scores.                                                                     |                                                           |                                                           |                                                           |                                                           |                                                           |                                                           |                                                           |
| Année | Liste 1re                                                 | Liste 1re                                                 | Liste 1re                                                 | Liste 2e                                                  | Liste 2e                                                  | Liste 2e                                                  | Participation                                             |
| 2004 | 37,30 %                                                   | Pierre Moscovici                                          | PS                                                        | 19,84 %                                                   | Joseph Daul                                               | UMP                                                       | 48,68 %                                                   |
| 2009 | 30,69 %                                                   | Sandrine Bélier                                           | EELV                                                      | 28,71 %                                                   | Joseph Daul                                               | UMP                                                       | 42,57 %                                                   |
| 2014 | 27,62 %                                                   | Nadine Morano                                             | UMP                                                       | 18,10 %                                                   | Sandrine Bélier                                           | EELV                                                      | 47,18 %                                                   |
| 2019 | 24,82 %                                                   | Yannick Jadot                                             | EELV                                                      | 19,71 %                                                   | Nathalie Loiseau                                          | LREM                                                      | 57,37 %                                                   |
| 2024 | %                                                         |                                                           |                                                           | %                                                         |                                                           |                                                           | %                                                         |
| Élections régionales, résultats des deux meilleurs scores.                                                                      |                                                           |                                                           |                                                           |                                                           |                                                           |                                                           |                                                           |
| Année | Liste 1re                                                 | Liste 1re                                                 | Liste 1re                                                 | Liste 2e                                                  | Liste 2e                                                  | Liste 2e                                                  | Participation                                             |
| 2004 | 49,38 %                                                   | Raymond Forni                                             | PS                                                        | 43,13 %                                                   | Jean-François Humbert                                     | UMP                                                       | 64,93 %                                                   |
| 2010 | 60,00 %                                                   | Marie-Guite Dufay                                         | PS                                                        | 34,67 %                                                   | Alain Joyandet                                            | UMP                                                       | 63,49 %                                                   |
| 2015 | 44,20 %                                                   | Marie-Guite Dufay                                         | PS                                                        | 34,78 %                                                   | François Sauvadet                                         | UDI                                                       | 62,86 %                                                   |
| 2021 | %                                                         |                                                           |                                                           | %                                                         |                                                           |                                                           | %                                                         |
| Élections cantonales, résultats des deux meilleurs scores du dernier tour de scrutin.                                           |                                                           |                                                           |                                                           |                                                           |                                                           |                                                           |                                                           |
| Année | Élu                                                       | Élu                                                       | Élu                                                       | Battu                                                     | Battu                                                     | Battu                                                     | Participation                                             |
| Résultat des élections à Mouthier-Haute-Pierre est répartie sur plusieurs cantons, cf. les résultats de ceux de .               |                                                           |                                                           |                                                           |                                                           |                                                           |                                                           |                                                           |
| 2001 | indisponible %                                            | indisponible                                              | indisponible                                              | indisponible %                                            | indisponible                                              | indisponible                                              | indisponible %                                            |
| 2004 | 50,00 %                                                   | Jean-François Longeot élu au premier tour                 | UDI                                                       | 35,29 %                                                   | Frederic Bonnefoi                                         | Les Verts                                                 | 64,93 %                                                   |
| 2008 | indisponible %                                            | indisponible                                              | indisponible                                              | indisponible %                                            | indisponible                                              | indisponible                                              | indisponible %                                            |
| 2011 | 48,41 %                                                   | Jean-François Longeot élu au premier tour                 | UMP                                                       | 27,78 %                                                   | Jacques Moniotte                                          | PS                                                        | 54,66 %                                                   |
| Élections départementales, résultats des deux meilleurs scores du dernier tour de scrutin.                                      |                                                           |                                                           |                                                           |                                                           |                                                           |                                                           |                                                           |
| Année | Élus                                                      | Élus                                                      | Élus                                                      | Battus                                                    | Battus                                                    | Battus                                                    | Participation                                             |
| Résultat des élections à Mouthier-Haute-Pierre est répartie sur plusieurs cantons, cf. les résultats de ceux de .               |                                                           |                                                           |                                                           |                                                           |                                                           |                                                           |                                                           |
| 2015 | 42,74 %                                                   | Béatrix Loizon et Alain Marguet                           | DVD/UMP                                                   | 40,17 %                                                   | Christophe Garnier et Colette Groleau                     | Divers gauche                                             | 53,97 %                                                   |
| 2021 | %                                                         |                                                           |                                                           | %                                                         |                                                           |                                                           | %                                                         |
| Référendums. |                                                           |                                                           |                                                           |                                                           |                                                           |                                                           |                                                           |
| Année | Oui (national)                                            | Oui (national)                                            | Oui (national)                                            | Non (national)                                            | Non (national)                                            | Non (national)                                            | Participation                                             |
| 1992 | 50,79 % (51,04 %)                                         | 50,79 % (51,04 %)                                         | 50,79 % (51,04 %)                                         | 49,51 % (48,96 %)                                         | 49,51 % (48,96 %)                                         | 49,51 % (48,96 %)                                         | 67,99 %                                                   |
| 2000 | 79,37 % (73,21 %)                                         | 79,37 % (73,21 %)                                         | 79,37 % (73,21 %)                                         | 20,63 % (26,79 %)                                         | 20,63 % (26,79 %)                                         | 20,63 % (26,79 %)                                         | 30,48 %                                                   |
| 2005 | 53,91 % (45,33 %)                                         | 53,91 % (45,33 %)                                         | 53,91 % (45,33 %)                                         | 46,09 % (54,67 %)                                         | 46,09 % (54,67 %)                                         | 46,09 % (54,67 %)                                         | 76,59 %                                                   |